# The Great Escape (Zinatra)
The Great Escape è il secondo album della band Zinatra, uscito nel 1990.

## Tracce
1. The Great Escape – 1:03
2. Take It to the Top – 4:28
3. Two Sides of Love – 4:42
4. There She Was – 3:21
5. Love Never Dies – 5:22
6. Unknown Skies – 3:17
7. Too Blind to See – 4:50
8. Candyman – 3:23
9. Hold On – 5:29
10. Only Your Heart – 4:28
11. Jekyll and Hyde – 3:37
12. The Roaring Silence – 5:03

## Formazione
- Joss Mennen - voce
- Eddie Rokx - batteria
- Ron Lieberton - basso
- Gino Rerimassie - chitarra
- Robby Valentine - tastiera